# Ouilly-du-Houley
Ouilly-du-Houley est une commune française située dans le département du Calvados en région Normandie.

## Géographie

### Localisation
La commune est à l'est du pays d'Auge. Son bourg est à 9 km au nord-est de Lisieux, à 11 km au nord-ouest de Thiberville et à 11 km au sud-ouest de Cormeilles.
Le village est traversé par la Paquine et dominé par son château.
La commune se trouve dans l'aire d'attraction de Lisieux, ainsi que dans sa zone d'emploi et dans son bassin de vie.

### Communes limitrophes
Les communes limitrophes sont  Firfol, Fumichon, Hermival-les-Vaux, Marolles et Moyaux.
| Hermival-les-Vaux | Hermival-les-Vaux, Moyaux | Moyaux   |
| Hermival-les-Vaux | Ouilly-du-Houley          | Fumichon |
| Firfol            | Marolles                  | Marolles |

### Géologie et relief
La superficie de la commune est de 8,92 km2 ; son altitude varie de 72  à   165 mètres.

### Hydrographie

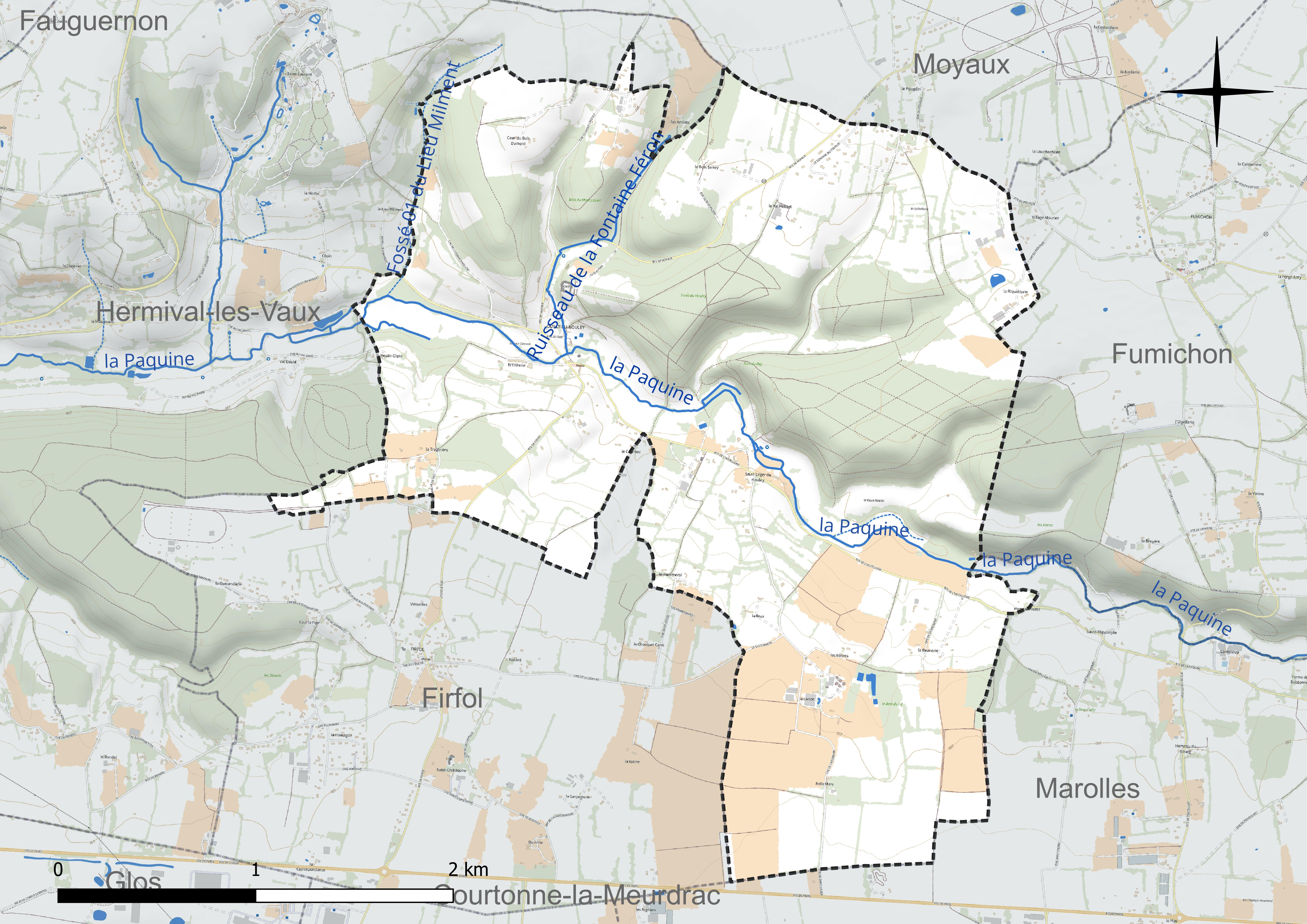
Carte hydrographique de la commune.

Ouilly-du-Houley est drainé par la Paquine, un affluent du fleuve côtier la Touques.
Deux ruisseaux y confluent, le Fossé 01 du Lieu Milment et le Ruisseau de la Fontaine Féron.
La commune est située dans le bassin Seine-Normandie. Elle est drainée par la Paquine, le ruisseau de la Fontaine Feron, le fossé 01 du Lieu Milment et divers autres petits cours d'eau,.
La Paquine, d'une longueur de 25 km, prend sa source dans la commune de Drucourt et se jette  dans la Touques à Ouilly-le-Vicomte, après avoir traversé 13 communes. 

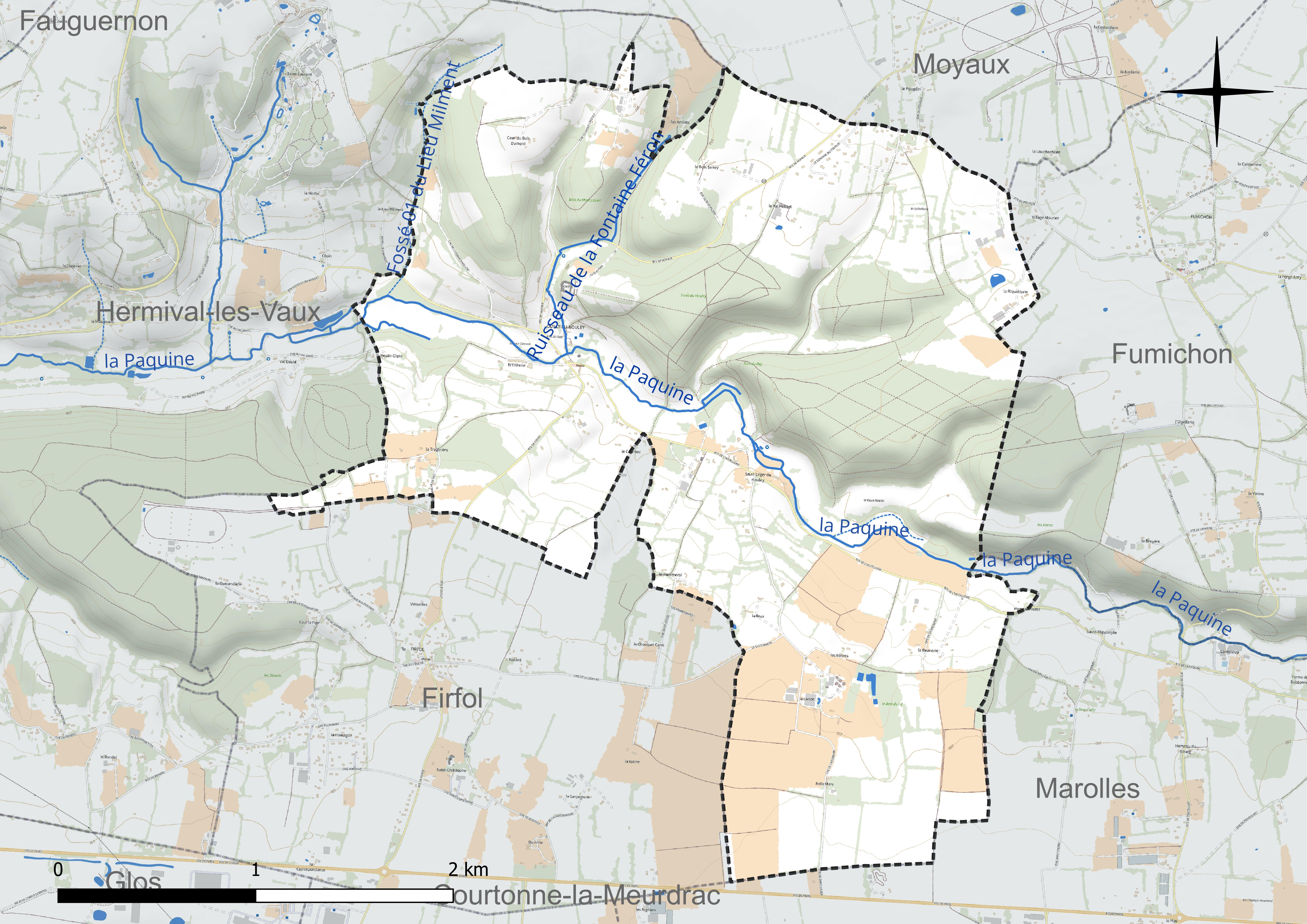
Réseau hydrographique d'Ouilly-du-Houley.

### Climat
Pour des articles plus généraux, voir Climat de la Normandie et Climat du Calvados.
En 2010, le climat de la commune est de type climat des marges montargnardes, selon une étude du CNRS s'appuyant sur une série de données couvrant la période 1971-2000. En 2020, Météo-France publie une typologie des climats de la France métropolitaine dans laquelle la commune est exposée à un climat océanique et est dans la région climatique Côtes de la Manche orientale, caractérisée par un faible ensoleillement (1 550 h/an) ; forte humidité de l'air (plus de 20 h/jour avec humidité relative > 80 % en hiver), vents forts fréquents. Parallèlement le GIEC normand, un groupe régional d'experts sur le climat, différencie quant à lui, dans une étude de 2020, trois grands types de climats pour la région Normandie, nuancés à une échelle plus fine par les facteurs géographiques locaux. La commune est, selon ce zonage, exposée à un « climat contrasté des collines », correspondant au Pays d'Auge, Lieuvin et Roumois, moins directement soumis aux flux océaniques et connaissant toutefois des précipitations assez marquées en raison des reliefs collinaires qui favorisent leur formation.
Pour la période 1971-2000, la température annuelle moyenne est de 10,5 °C, avec  une amplitude thermique annuelle de 13,4 °C. Le cumul annuel moyen de précipitations est de 865 mm, avec 12,8 jours de précipitations en janvier et 8,7 jours en juillet. Pour la période 1991-2020, la température moyenne annuelle observée sur la station météorologique la plus proche, située sur la commune de Lisieux à 8 km à vol d'oiseau, est de 11,7 °C et le cumul annuel moyen de précipitations est de 881,4 mm,. Pour l'avenir, les paramètres climatiques de la commune estimés pour 2050 selon différents scénarios d'émission de gaz à effet de serre sont consultables sur un site dédié publié par Météo-France en novembre 2022.

## Urbanisme

### Typologie
Au 1er janvier 2024, Ouilly-du-Houley est catégorisée commune rurale à habitat très dispersé, selon la nouvelle grille communale de densité à 7 niveaux définie par l'Insee en 2022.
Elle est située hors unité urbaine. Par ailleurs la commune fait partie de l'aire d'attraction de Lisieux, dont elle est une commune de la couronne,. Cette aire, qui regroupe 57 communes, est catégorisée dans les aires de 50 000 à moins de 200 000 habitants,.

### Occupation des sols

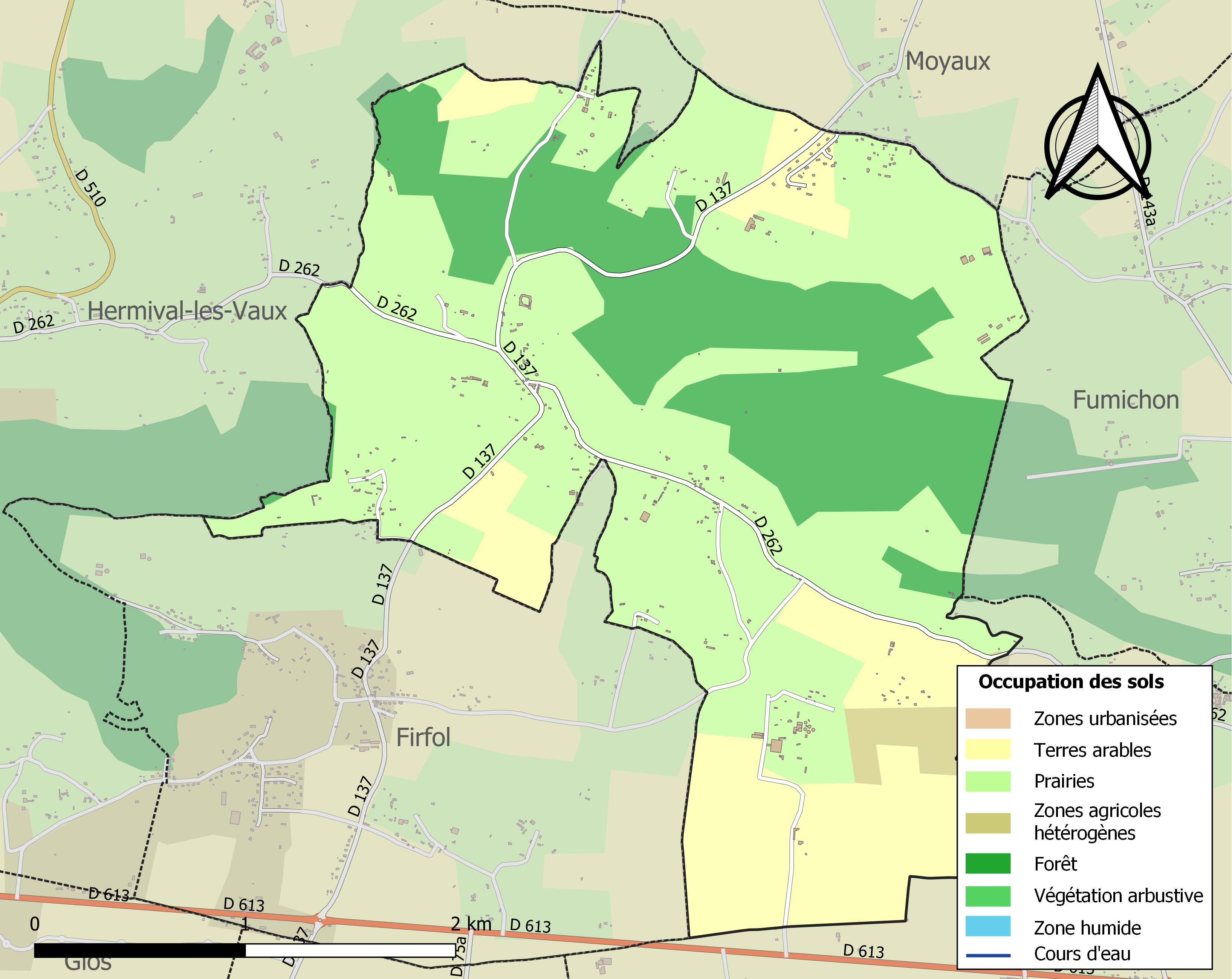
Carte des infrastructures et de l'occupation des sols de la commune en 2018 (CLC).

L'occupation des sols de la commune, telle qu'elle ressort de la base de données européenne d'occupation biophysique des sols Corine Land Cover (CLC), est marquée par l'importance des territoires agricoles (75,9 % en 2018), une proportion identique à celle de 1990 (75,9 %).
La répartition détaillée en 2018 est la suivante :  prairies (55,2 %), forêts (24,1 %), terres arables (19 %), zones agricoles hétérogènes (1,7 %).
L'évolution de l'occupation des sols de la commune et de ses infrastructures peut être observée sur les différentes représentations cartographiques du territoire : la carte de Cassini (XVIIIe siècle), la carte d'état-major (1820-1866) et les cartes ou photos aériennes de l'IGN pour la période actuelle (1950 à aujourd'hui).

### Habitat et logement
En 2021, le nombre total de logements dans la commune était de 139, alors qu'il était de 136 en 2016 et de 110 en 2011.
Parmi ces logements, 72,9 % étaient des résidences principales, 23,4 % des résidences secondaires et 3,7 % des logements vacants. Ces logements étaient  tous des maisons individuelles.
Le tableau ci-dessous présente la typologie des logements à Ouilly-du-Houley en 2021 en comparaison avec celle du Calvados et de la France entière. Une caractéristique marquante du parc de logements est ainsi une proportion de résidences secondaires et logements occasionnels (23,4 %) supérieure à celle du département (17,8 %) et à celle de la France entière (9,7 %).
| Typologie                                               | Ouilly-du-Houley | Calvados | France entière |
| ------------------------------------------------------- | ---------------- | -------- | -------------- |
| Résidences principales (en %)                           | 72,9             | 75,5     | 82,2           |
| Résidences secondaires et logements occasionnels (en %) | 23,4             | 17,8     | 9,7            |
| Logements vacants (en %)                                | 3,7              | 6,6      | 8,1            |

## Toponymie
Les formes attestées sont Oilleia en 1180 et 1214, Ouillie le Ribaut en 1625 et Ouillie la Ribaude en 1723. En ancien français, le déterminant le ou la, pouvait avoir valeur de démonstratif (« Ouillie, celui/celle de Ribaut »), Ribaud étant un patronyme.
Sur la carte de Cassini (vers 1758), les deux paroisses composant l'actuelle commune s'appelaient Saint-Martin-du-Houley (à l'ouest) et Saint-Léger-du-Houley (à l'est), honorant Martin de Tours et Léger d'Autun. Les paroisses sont érigées en communes sous les noms de Saint-Martin-d'Ouilly et Saint-Léger-d'Ouilly, la première devenant Martin-d'Ouilly lors de la déchristianisation puis Ouilly-la-Ribaude. Après la Révolution, Saint-Léger-d'Ouilly reprend le nom de sa paroisse.
Le toponyme Ouilly serait issu d'un anthroponyme gallo-roman tel que Aulicus ou Olius.
Houlley est le nom de la famille qui possédait la baronnie au XVIIIe siècle.
Le gentilé est Ribaudien, du nom de l'ancienne commune d'Ouilly-la-Ribaude.

## Histoire

### Époque contemporaine
En 1825, Saint-Léger-du-Houley (263 habitants en 1821, Saint-Léger-d'Ouilly avant 1801) absorbe Ouilly-la-Ribaude (191 habitants, avant 1801 Saint-Martin-d'Ouilly, Martin-d'Ouilly) et devient Ouilly-du-Houley.

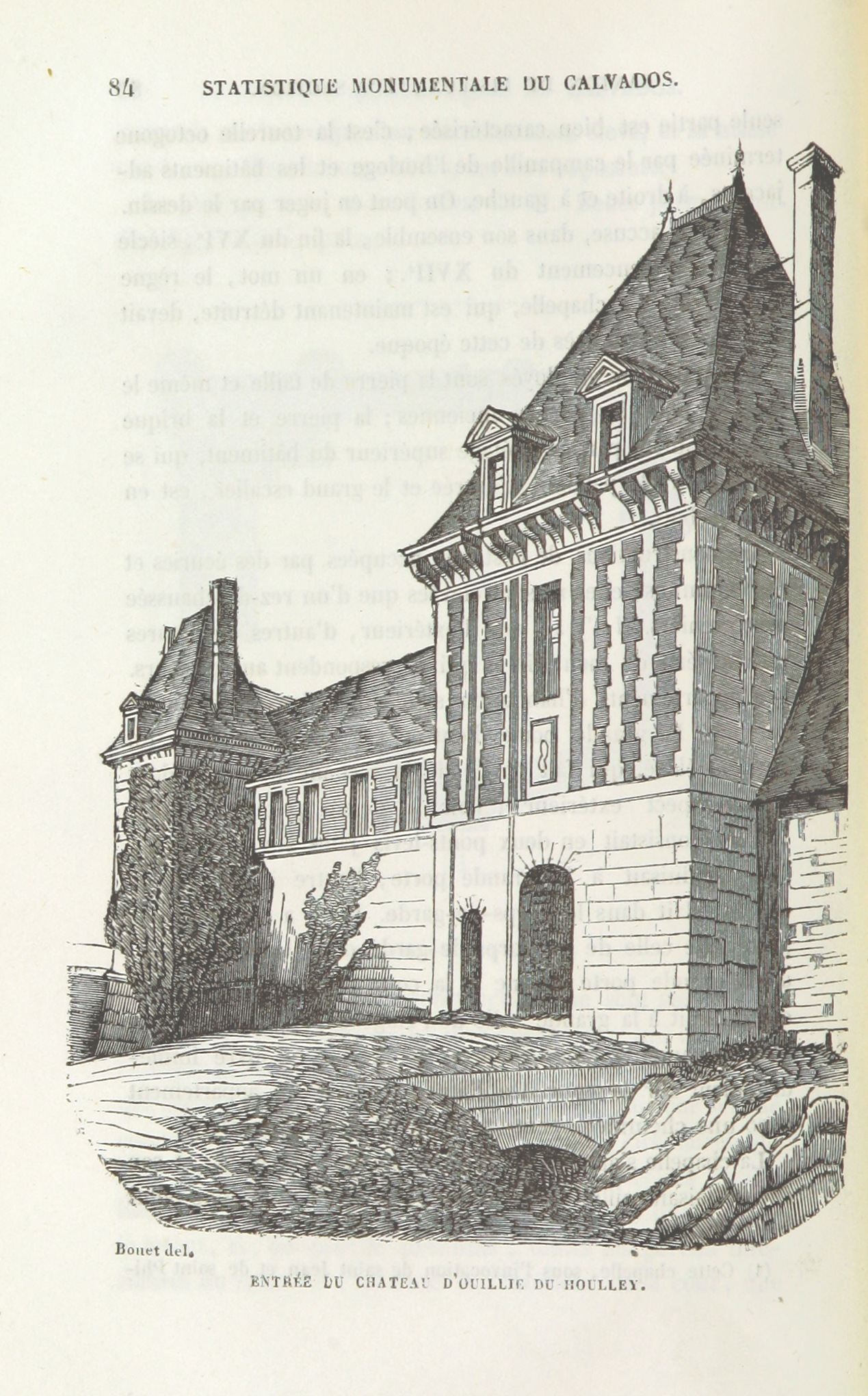
L'entrée du château au début du XIXe siècle

## Politique et administration

### Rattachements administratifs et électoraux

#### Rattachements administratifs
La commune se trouve dans l'arrondissement de Lisieux du département du Calvados.
Elle faisait partie depuis 1801 du canton de Lisieux-1. Dans le cadre du redécoupage cantonal de 2014 en France, cette circonscription administrative territoriale a disparu, et le canton n'est plus qu'une circonscription électorale.

#### Rattachements électoraux
Pour les élections départementales, la commune fait partie depuis 2014 du canton de Pont-l'Évêque.
Pour l'élection des députés, elle fait partie de la quatrième circonscription du Calvados.

### Intercommunalité
Ouilly-du-Houley était membre de la petite communauté de communes Moyaux Porte du Pays d'Auge, un établissement public de coopération intercommunale (EPCI) à fiscalité propre créé en 1993 et auquel la commune avait transféré un certain nombre de ses compétences, dans les conditions déterminées par le code général des collectivités territoriales.
Conformément aux prescriptions de la loi de réforme des collectivités territoriales du 16 décembre 2010, qui a prévu le renforcement et la simplification des intercommunalités et la constitution de structures intercommunales de grande taille, celle-ci a fusionné avec sa voisine pour former, le 1er janvier 2014, elle fusionne avec la communauté de communes dénommée Lintercom Lisieux - Pays d'Auge - Normandie.
Une seconde fusion intervient dans le cadre des dispositions de la loi portant nouvelle organisation territoriale de la République du 7 août 2015, qui prévoit que les établissements publics de coopération intercommunale (EPCI) à fiscalité propre doivent avoir un minimum de 15 000 habitants, cette intercommunalité a fusionné avec ses voisines  pour former, le 1er janvier 2017, la communauté d'agglomération Lisieux Normandie, dont est désormais membre la commune.

### Liste des maires
| Période                                  | Période       | Identité         | Étiquette | Qualité                          |
| ---------------------------------------- | ------------- | ---------------- | --------- | -------------------------------- |
| Les données manquantes sont à compléter. |               |                  |           |                                  |
|                                          |               |                  |           |                                  |
| juin 1995                                | mars 2008     | Marcel Monkerhey | SE        |                                  |
| mars 2008                                | mai 2020      | Bernard Champion | SE        | Ingénieur en formations          |
| mai 2020                                 | novembre 2024 | Reynald Rzepecki | SE        | Chef d'entreprise Démissionnaire |

## Équipements et services publics

### Enseignement
Les enfants de la commune sont scolarisés avec ceux de Firfol dans le cadre d'un regroupement pédagogique concentré dont l'école est à Firfol,.
L'ancienne école d'd'Ouilly-du-Houley a fermé à la rentrée 2017, et ses locaux sont utilisés par un centre de loisirs associatif, la Maison intercommunale des loisirs d'Ouilly-du-Houley.

## Population et société

### Démographie
L'évolution du nombre d'habitants est connue à travers les recensements de la population effectués dans la commune depuis 1793. Pour les communes de moins de 10 000 habitants, une enquête de recensement portant sur toute la population est réalisée tous les cinq ans, les populations de référence des années intermédiaires étant quant à elles estimées par interpolation ou extrapolation. Pour la commune, le premier recensement exhaustif entrant dans le cadre du nouveau dispositif a été réalisé en 2005.

En 2022, la commune comptait 254 habitants, en évolution de +7,17 % par rapport à 2016 (Calvados : +1,58 %, France hors Mayotte : +2,11 %).
| 1793 | 1800 | 1806 | 1821 | 1831 | 1836 | 1841 | 1846 | 1851 |
| ---- | ---- | ---- | ---- | ---- | ---- | ---- | ---- | ---- |
| 179  | 246  | 253  | 263  | 538  | 539  | 538  | 487  | 473  |

| 1856 | 1861 | 1866 | 1872 | 1876 | 1881 | 1886 | 1891 | 1896 |
| ---- | ---- | ---- | ---- | ---- | ---- | ---- | ---- | ---- |
| 463  | 436  | 424  | 388  | 368  | 328  | 319  | 298  | 264  |

| 1901 | 1906 | 1911 | 1921 | 1926 | 1931 | 1936 | 1946 | 1954 |
| ---- | ---- | ---- | ---- | ---- | ---- | ---- | ---- | ---- |
| 252  | 219  | 241  | 220  | 209  | 196  | 188  | 212  | 184  |

| 1962 | 1968 | 1975 | 1982 | 1990 | 1999 | 2005 | 2006 | 2010 |
| ---- | ---- | ---- | ---- | ---- | ---- | ---- | ---- | ---- |
| 193  | 188  | 158  | 172  | 183  | 193  | 191  | 187  | 208  |

| 2015 | 2020 | 2022 | - | - | - | - | - | - |
| ---- | ---- | ---- | - | - | - | - | - | - |
| 233  | 247  | 254  | - | - | - | - | - | - |

Ouilly-du-Houley a compté jusqu'à 539 habitants en 1836.
| 1793 | 1800 | 1806 | 1821 |
| ---- | ---- | ---- | ---- |
| 202  | 150  | 212  | 191  |

### Vie associative
L'association Ouilly-du-Houley Patrimoine, créée en 2023, s'est donnée comme objectif de favoriser le patrimoine local

## Culture locale et patrimoine

### Lieux et monuments
- Château du Houley, du XVIe siècle  Inscrit MH (1927)[40], doté d'un jardin[41].
- Église Saint-Martin, dont la nef date du XVe siècle et dotée d'un portail de style gothique flamboyant[39].
- Deux calvaires : celui de l'ancien prieuré et de l'église de Saint-Léger, démolie au début du XIXe siècle et celui de l'église Saint-Martin[39]

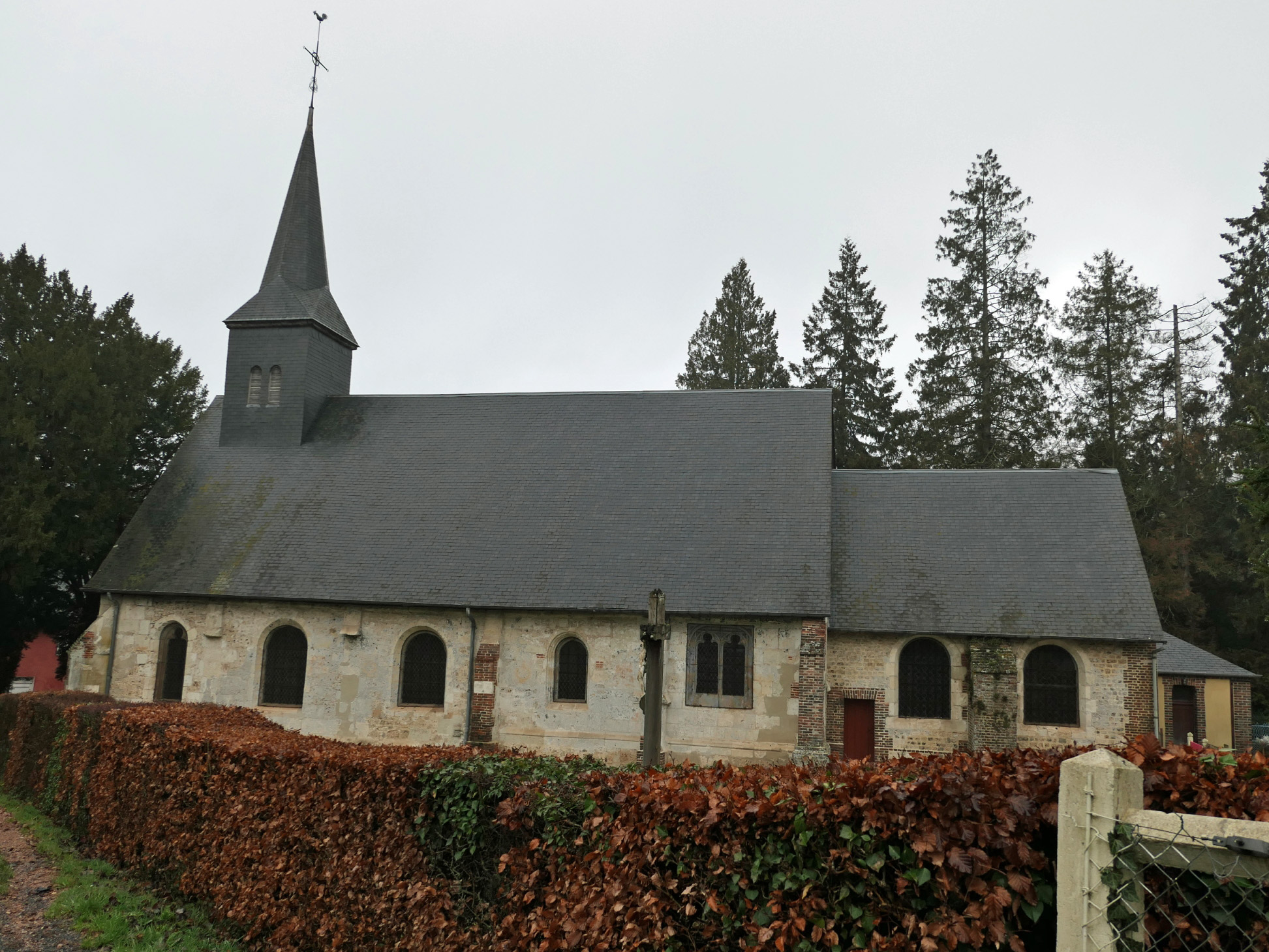
L'église.
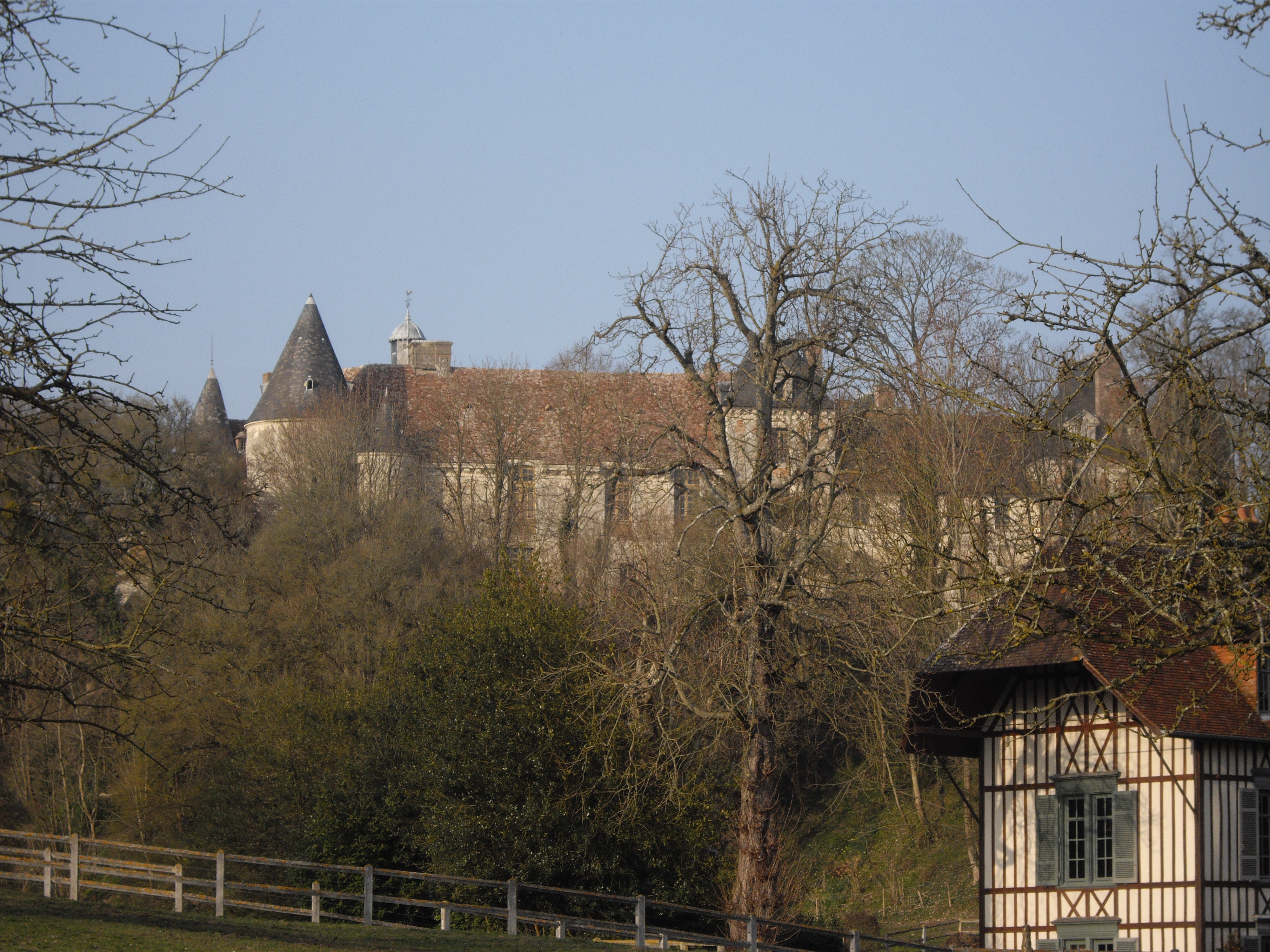
Le château, masqué par les arbres.

## Pour approfondir